# Rafael Matos
Rafael Fabris de Matos (* 6. Januar 1996 in Porto Alegre) ist ein brasilianischer Tennisspieler.

## Karriere
Matos war ein erfolgreicher Spieler auf der Junior Tour. Er spielte von 2013 bis 2014 einige Grand-Slam-Turniere und zog mit seinem Partner João Menezes 2014 ins US Open Doppelfinale ein. Dort unterlagen sie in zwei Sätzen Omar Jasika und Naoki Nakagawa in zwei Sätzen. In der Junior-Rangliste erreichte er mit Platz 37 seine beste Notierung.
Bei Profiturnieren spielte er ab 2014 regelmäßig. Hier ist er vor allem im Doppel erfolgreich – 2013 und 2014 gewann er jeweils einen Titel im Doppel auf der ITF Future Tour. 2015 war er im Doppel mit drei Future-Titel Ende des Jahres schon in die Top 500 der Weltrangliste vorgerückt, während er im Einzel noch keinen Titel gewonnen hatte. Auch 2016, 2017 und 2018 (je fünf Doppel-Titel) blieb er konstant im Doppel und konnte sich Ende 2018 sogar bis in die Top 300 der Welt vorspielen. Weiterhin nahm er aber nur sehr selten an Turnieren der ATP Challenger Tour teil, wo er auch nie mehr als ein Match gewinnen konnte. Im Einzel kam der Brasilianer 2017 zu seinen ersten beiden Titeln. Auch 2018 und 2019 folgte jeweils einer; Mitte 2018 war er das erste Mal in die Top 500 eingezogen.
Im Februar 2019 bekam Rafael Matos beim ATP-Tour-Event in São Paulo zusammen mit Igor Marcondes eine Wildcard für das Doppelfeld. Sie unterlagen in der Auftaktrunde Maximilian Marterer und Andreas Mies im Match-Tie-Break. Im Oktober gewann er an der Seite seines Landsmanns Orlando Luz in São Paulo seinen ersten Challengertitel im Doppel. Nach drei weiteren Doppeltiteln bei Challengers, zwei 2020 und einer 2021, gewann er mit seinem Partner Felipe Meligeni Alves im Februar 2021 seinen ersten ATP-Titel in Cordoba.

## Erfolge
| Legende (Anzahl der Siege) |
| Grand Slam (1)             |
| ATP Finals                 |
| ATP Tour Masters 1000      |
| ATP Tour 500 (2)           |
| ATP Tour 250 (8)           |
| ATP Challenger Tour (11)   |

| ATP-Titel nach Belag |
| Hartplatz (2)        |
| Sand (7)             |
| Rasen (2)            |

### Doppel

#### Turniersiege

##### ATP Tour
| Nr. | Datum            | Turnier            | Belag         | Partner               | Finalgegner                       | Ergebnis           |
| --- | ---------------- | ------------------ | ------------- | --------------------- | --------------------------------- | ------------------ |
| 1.  | 28. Februar 2021 | Córdoba            | Sand          | Felipe Meligeni Alves | Romain Arneodo Benoît Paire       | 6:4, 6:1           |
| 2.  | 26. Februar 2022 | Santiago de Chile  | Sand          | Felipe Meligeni Alves | André Göransson Nathaniel Lammons | 7:68, 7:63         |
| 3.  | 9. April 2022    | Marrakesch         | Sand          | David Vega Hernández  | Andrea Vavassori Jan Zieliński    | 6:1, 7:5           |
| 4.  | 25. Juni 2022    | Mallorca           | Rasen         | David Vega Hernández  | Ariel Behar Gonzalo Escobar       | 7:65, 6:76, [10:1] |
| 5.  | 17. Juli 2022    | Båstad (1)         | Sand          | David Vega Hernández  | Simone Bolelli Fabio Fognini      | 6:4, 3:6, [13:11]  |
| 6.  | 2. Oktober 2022  | Sofia              | Hartplatz (i) | David Vega Hernández  | Fabian Fallert Oscar Otte         | 3:6, 7:5, [10:8]   |
| 7.  | 25. Februar 2024 | Rio de Janeiro (1) | Sand          | Nicolás Barrientos    | Alexander Erler Lucas Miedler     | 6:4, 6:3           |
| 8.  | 16. Juni 2024    | Stuttgart          | Rasen         | Marcelo Melo          | Julian Cash Robert Galloway       | 3:6, 6:3, [10:8]   |
| 9.  | 21. Juli 2024    | Båstad (2)         | Sand          | Orlando Luz           | Manuel Guinard Grégoire Jacq      | 7:5, 6:4           |
| 10. | 22. Februar 2025 | Rio de Janeiro (2) | Sand          | Marcelo Melo          | Pedro Martínez Jaume Munar        | 6:2, 7:5           |

##### ATP Challenger Tour
| Nr. | Datum              | Turnier        | Belag     | Partner               | Finalgegner                                       | Ergebnis          |
| --- | ------------------ | -------------- | --------- | --------------------- | ------------------------------------------------- | ----------------- |
| 1.  | 6. Oktober 2019    | Campinas (1)   | Sand      | Orlando Luz           | Miguel Ángel Reyes Varela Fernando Romboli        | 6:72, 6:4, [10:8] |
| 2.  | 1. Februar 2020    | Punta del Este | Sand      | Orlando Luz           | Juan Manuel Cerúndolo Thiago Agustín Tirante      | 6:4, 6:2          |
| 3.  | 19. September 2020 | Iași           | Sand      | João Menezes          | Treat Huey Nathaniel Lammons                      | 6:2, 6:2          |
| 4.  | 20. Februar 2021   | Concepción     | Sand      | Orlando Luz           | Sergio Galdós Diego Hidalgo                       | 7:5, 6:4          |
| 5.  | 25. April 2021     | Tallahassee    | Sand      | Orlando Luz           | Sekou Bangoura Donald Young                       | 7:62, 6:2         |
| 6.  | 7. August 2021     | Cordenons      | Sand      | Orlando Luz           | Sergio Galdós Renzo Olivo                         | 6:4, 7:65         |
| 7.  | 4. September 2021  | Como           | Sand      | Felipe Meligeni Alves | Luis David Martínez Andrea Vavassori              | 6:72, 6:4, [10:6] |
| 8.  | 13. November 2021  | Montevideo     | Sand      | Felipe Meligeni Alves | Ignacio Carou Luciano Darderi                     | 6:4, 6:4          |
| 9.  | 20. November 2021  | Campinas (2)   | Sand      | Felipe Meligeni Alves | Gilbert Klier Júnior Matheus Pucinelli de Almeida | 6:3, 6:1          |
| 10. | 18. Dezember 2021  | Rio de Janeiro | Hartplatz | Orlando Luz           | Jamie Cerretani Fernando Romboli                  | 6:3, 7:62         |
| 11. | 15. Mai 2022       | Bordeaux       | Sand      | David Vega Hernández  | Hugo Nys Jan Zieliński                            | 6:4, 6:0          |

#### Finalteilnahmen
| Nr. | Datum              | Turnier      | Belag     | Partner              | Finalgegner                          | Ergebnis         |
| --- | ------------------ | ------------ | --------- | -------------------- | ------------------------------------ | ---------------- |
| 1.  | 28. Mai 2021       | Belgrad      | Sand      | André Göransson      | Jonathan Erlich Andrej Wassileuski   | 4:6, 1:6         |
| 2.  | 1. Mai 2022        | München      | Sand      | David Vega Hernández | Kevin Krawietz Andreas Mies          | 6:4, 4:6, [7:10] |
| 3.  | 9. Oktober 2022    | Tokio        | Hartplatz | David Vega Hernández | Mackenzie McDonald Marcelo Melo      | 4:6, 6:3, [4:10] |
| 4.  | 23. Juli 2023      | Båstad       | Sand      | Francisco Cabral     | Gonzalo Escobar Alexander Nedowessow | 2:6, 2:6         |
| 5.  | 26. September 2023 | Chengdu      | Hartplatz | Francisco Cabral     | Sadio Doumbia Fabien Reboul          | 6:4, 5:7, [7:10] |
| 6.  | 4. August 2024     | Washington   | Hartplatz | Marcelo Melo         | Nathaniel Lammons Jackson Withrow    | 5:7, 3:6         |
| 7.  | 16. Februar 2025   | Buenos Aires | Sand      | Marcelo Melo         | Guido Andreozzi Théo Arribagé        | 5:7, 6:4, [7:10] |

### Mixed

#### Turniersiege
| Nr. | Datum           | Turnier         | Belag     | Partnerin     | Finalgegner               | Ergebnis  |
| --- | --------------- | --------------- | --------- | ------------- | ------------------------- | --------- |
| 1.  | 27. Januar 2023 | Australian Open | Hartplatz | Luisa Stefani | Sania Mirza Rohan Bopanna | 7:62, 6:2 |

## Abschneiden bei Grand-Slam-Turnieren

### Doppel
| Turnier         | 2021 | 2022 | 2023 | 2024 | 2025 | Karriere |
| --------------- | ---- | ---- | ---- | ---- | ---- | -------- |
| Australian Open | —    | 1    | 1    | 2    | 1    | 2        |
| French Open     | —    | VF   | AF   | 2    | 1    | VF       |
| Wimbledon       | 2    | AF   | 2    | AF   | VF   | VF       |
| US Open         | —    | 1    | 2    | 2    |      | 2        |

Zeichenerklärung: S = Turniersieg; F, HF, VF, AF = Einzug ins Finale / Halbfinale / Viertelfinale / Achtelfinale; 1, 2, 3 = Ausscheiden in der 1. / 2. / 3. Hauptrunde; Q1, Q2, Q3 = Ausscheiden in der 1. / 2. / 3. Qualifikationsrunde; nicht ausgetragen

### Mixed
| Turnier         | 2022 | 2023 | 2024 | 2025 | Karriere |
| --------------- | ---- | ---- | ---- | ---- | -------- |
| Australian Open | —    | S    | 1    | —    | S        |
| French Open     | AF   | VF   | —    | AF   | VF       |
| Wimbledon       | 1    | 1    | 1    | —    | 1        |
| US Open         | 1    | —    | 1    |      | 1        |